# 輪島市立松陵中学校
輪島市立松陵中学校（わじましりつ しょうりょうちゅうがっこう）は、石川県輪島市にあった中学校。

## 沿革
- 1961年（昭和36年）4月1日 輪島中学校　(初代)、河原田中学校、鵠巣中学校、深見中学校を廃止して輪島市立松陵中学校が創立。
- 2014年（平成26年）4月1日 上野台中学校、三井中学校と統合して輪島市立輪島中学校が創立。

## 制服
- 男子は学生服、女子はセーラー服。

## 通学区域
- 河井小学校、河原田小学校、鵠巣小学校の卒業生が通学し

た。

## 著名な卒業生
- 小口貴子（スケルトン選手、2018年平昌オリンピック日本代表）